# Pterostylis alobula
Pterostylis alobula là một loài thực vật có hoa trong họ Lan. Loài này được (Hatch) L.B.Moore miêu tả khoa học đầu tiên năm 1968.